# László Ranódy
László Ranódy est un scénariste et réalisateur hongrois, né à Zombor (aujourd'hui Sombor, en Serbie) le 14 septembre 1919 et mort à Budapest le 14 octobre 1983.

## Filmographie principale (longs métrages)
- 1950 : Lúdas Matyi, en collaboration avec Kálman Nádasdy
- 1953 : La mer se lève (Föltámadott a tenger), en collaboration avec K. Nádasdy
- 1955 : L'amour vient en carrosse (Hintónjáró szerelem)
- 1956 : Discorde (Szakadék), d'après une pièce de József Darvas
- 1958 : Danse macabre (A tettes ismeretlen)
- 1959 : Pour qui l'alouette chante (Akiket a pacsirta elkísér)
- 1960 : Sois bon jusqu'à la mort (Légy jó mindhalálig), d'après le roman de Zsigmond Móricz
- 1964 : Alouette (Pacsirta), d'après le roman de Dezső Kosztolányi
- 1966 : Un cerf-volant doré (Aranysárkány), d'après le roman de D. Kosztolányi
- 1968 : Bajai mozaik
- 1973 : La Roseraie de six arpents (Hatholdas rózsakert)
- 1976 : la Petite de l'assistance (Árvácska), d'après une œuvre de Zsigmond Móricz
- 1980 : Je rêve de couleurs (Színes tintákról álmorodom)

## Récompenses et distinctions
- Grand prix du Festival international du film de Karlovy Vary 1956 pour Discorde (Szakadék)
- Prix d'interprétation masculine au Festival de Cannes 1964 attribué à Antal Páger dans Alouette (Pacsirta)